# 普林頓 (麻薩諸塞州)
普林頓（英語：Plympton）是一個位於美國麻薩諸塞州普利茅斯縣的鎮。

## 人口
根據2020年美國人口普查的數據，普林頓的面積為39.20平方千米，當中陸地面積為38.30平方千米，而水域面積為0.90平方千米。當地共有人口2930人，而人口密度為每平方千米75人。